# Adrián Lozano Magallanes
Adrián Lozano Magallanes (Torreón, 8 maggio 1999) è un calciatore messicano, centrocampista dell'Alacranes.

## Caratteristiche tecniche
È un mediano.

## Carriera

### Nazionale
Nel 2018 con la nazionale Under-20 messicana ha disputato il campionato nordamericano Under-20.